# Abominations of Desolation
Abominations of Desolation demoalbum je američkog death metal-sastava Morbid Angel. Objavljen je 2. rujna 1991. godine, a objavila ga je diskografska kuća Earache Records.

## O albumu
Sniman je tijekom travnja i svibnja 1986. godine, no objavljen je pet godina poslije. Producent je David Vincent, pjevač i basist sastava koji mu se pridružio dvije godine nakon snimanja albuma. Posljednji je album skupine snimljen s Mikeom Browningom.

## Popis pjesama
| 1.    | »The Invocation / Chapel of Ghouls« | 7:11 |
| 2.    | »Unholy Blasphemies«                | 4:00 |
| 3.    | »Angel of Disease«                  | 5:36 |
| 4.    | »Azagthoth«                         |      |
| 5.    | »The Gate / Lord of All Fevers«     | 5:55 |
| 6.    | »Hell Spawn«                        | 2:32 |
| 7.    | »Abominations«                      | 4:19 |
| 8.    | »Demon Seed«                        | 2:12 |
| 9.    | »Welcome to Hell«                   | 4:57 |
| 42:31 |                                     |      |

## Zasluge
Morbid Angel
- John Ortega – bas-gitara
- Trey Azagthoth – gitara, klavijature
- Richard Brunelle – gitara
- Mike Browning – bubnjevi, vokali

Ostalo osoblje
- Bill Metoyer – producent
- J. Barry – grafički dizajn
- Mark Craven – omot
- David Vincent – producent